# Fußball-Club Augsburg 1907 2022-2023
Questa voce raccoglie le informazioni riguardanti il Fußball-Club Augsburg 1907 nelle competizioni ufficiali della stagione 2022-2023.

## Maglie e sponsor
| Casa | Trasferta | Terza Divisa |

## Rosa
In corsivo i calciatori ceduti durante la stagione
| N. |                                 | Ruolo | Calciatore                    |
| -- | ------------------------------- | ----- | ----------------------------- |
| 1  | Polonia (bandiera)              | P     | Rafał Gikiewicz               |
| 2  | Polonia (bandiera)              | D     | Robert Gumny                  |
| 3  | Danimarca (bandiera)            | D     | Mads Pedersen                 |
| 4  | Inghilterra (bandiera)          | C     | Reece Oxford                  |
| 5  | Germania (bandiera)             | C     | Tobias Strobl                 |
| 6  | Paesi Bassi (bandiera)          | D     | Jeffrey Gouweleeuw (capitano) |
| 7  | Germania (bandiera)             | A     | Florian Niederlechner         |
| 7  | Croazia (bandiera)              | A     | Dion Drena Beljo              |
| 8  | Ecuador (bandiera)              | C     | Carlos Gruezo                 |
| 8  | Portogallo (bandiera)           | C     | Renato Veiga                  |
| 9  | Bosnia ed Erzegovina (bandiera) | A     | Ermedin Demirović             |
| 10 | Germania (bandiera)             | C     | Arne Maier                    |
| 11 | Germania (bandiera)             | A     | Mërgim Berisha                |
| 13 | Germania (bandiera)             | C     | Elvis Rexhbeçaj               |
| 14 | Austria (bandiera)              | C     | Julian Baumgartlinger         |
| 16 | Svizzera (bandiera)             | A     | Ruben Vargas                  |
| 17 | Nigeria (bandiera)              | C     | Noah Joel Sarenren Bazee      |
| 18 | Stati Uniti (bandiera)          | A     | Ricardo Pepi                  |
| 19 | Germania (bandiera)             | D     | Ohis Felix Uduokhai           |

| N. |                      | Ruolo | Calciatore         |
| -- | -------------------- | ----- | ------------------ |
| 20 | Italia (bandiera)    | D     | Daniel Caligiuri   |
| 21 | Germania (bandiera)  | C     | Lukas Petkov       |
| 22 | Brasile (bandiera)   | D     | Iago               |
| 23 | Germania (bandiera)  | D     | Maximilian Bauer   |
| 24 | Finlandia (bandiera) | C     | Fredrik Jensen     |
| 25 | Germania (bandiera)  | P     | Daniel Klein       |
| 26 | Danimarca (bandiera) | D     | Frederik Winther   |
| 27 | Belgio (bandiera)    | C     | Arne Engels        |
| 28 | Germania (bandiera)  | A     | André Hahn         |
| 30 | Germania (bandiera)  | C     | Niklas Dorsch      |
| 32 | Germania (bandiera)  | D     | Raphael Framberger |
| 34 | Francia (bandiera)   | A     | Nathanaël Mbuku    |
| 37 | Germania (bandiera)  | A     | Maurice Malone     |
| 38 | Croazia (bandiera)   | D     | David Čolina       |
| 39 | Germania (bandiera)  | P     | Benjamin Leneis    |
| 40 | Rep. Ceca (bandiera) | P     | Tomáš Koubek       |
| 42 | Germania (bandiera)  | D     | Aaron Zehnter      |
| 45 | Italia (bandiera)    | A     | Kelvin Yeboah      |
| 48 | Francia (bandiera)   | A     | Irvin Cardona      |

## Calciomercato

### Sessione estiva
| Acquisti         | Acquisti          | Acquisti       | Acquisti                   |
| R.               | Nome              | da             | Modalità                   |
| ---------------- | ----------------- | -------------- | -------------------------- |
| C                | Arne Maier        | Hertha Berlino | definitivo (5 milioni €)   |
| C                | Elvis Rexhbeçaj   | Wolfsburg      | definitivo (1,7 milioni €) |
| A                | Mërgim Berisha    | Fenerbahçe     | definitivo (300 mila €)    |
| A                | Ermedin Demirović | Friburgo       | gratuito                   |
| D                | Maximilian Bauer  | Greuther Fürth | gratuito                   |
| Altre operazioni |                   |                |                            |
| R.               | Nome              | da             | Modalità                   |
| C                | Felix Götze       | Kaiserslautern | fine prestito              |
| A                | Maurice Malone    | Heidenheim     | fine prestito              |
| C                | Lukas Petkov      | Verl           | fine prestito              |
| D                | Jozo Stanić       | Wehen          | fine prestito              |
| P                | Benjamin Leneis   | Magdeburgo     | fine prestito              |

| Cessioni | Cessioni            | Cessioni        | Cessioni              |
| R.       | Nome                | da              | Modalità              |
| -------- | ------------------- | --------------- | --------------------- |
| A        | Ricardo Pepi        | Groningen       | prestito (500 mila €) |
| D        | Lasse Günther       | Jahn Ratisbona  | prestito (100 mila €) |
| A        | Maurice Malone      | Wolfsberger     | prestito (100 mila €) |
| D        | Jozo Stanić         | Varaždin        | prestito (100 mila €) |
| C        | Tim Civeja          | Ingolstadt 04   | prestito (100 mila €) |
| A        | Michael Gregoritsch | Friburgo        | gratuito              |
| A        | Alfreð Finnbogason  | Lyngby          | gratuito              |
| C        | Jan Morávek         | Bohemians 1905  | gratuito              |
| C        | Felix Götze         | Rot-Weiss Essen | prestito              |
| C        | Henri Koudossou     | PEC Zwolle      | prestito              |
| C        | Arne Maier          | Hertha Berlino  | fine prestito         |
| C        | Andi Zeqiri         | Brighton        | fine prestito         |

### Sessione invernale
| Acquisti | Acquisti         | Acquisti           | Acquisti                 |
| R.       | Nome             | da                 | Modalità                 |
| -------- | ---------------- | ------------------ | ------------------------ |
| A        | Dion Drena Beljo | Osijek             | definitivo (3 milioni €) |
| D        | David Čolina     | Hajduk Spalato     | definitivo (650 mila €)  |
| C        | Irvin Cardona    | Brest              | definitivo (500 mila €)  |
| C        | Renato Veiga     | Sporting Lisbona B | prestito (200 mila €)    |
| C        | Arne Engels      | Club Bruges        | definitivo (100 mila €)  |
| A        | Nathanaël Mbuku  | Stade Reims        | gratuito                 |
| A        | Kelvin Yeboah    | Genoa              | prestito                 |
| A        | Sergio Córdova   | Real Salt Lake     | fine prestito            |

| Cessioni | Cessioni              | Cessioni            | Cessioni                   |
| R.       | Nome                  | da                  | Modalità                   |
| -------- | --------------------- | ------------------- | -------------------------- |
| A        | Carlos Gruezo         | San José            | definitivo (2,7 milioni €) |
| A        | Sergio Córdova        | Vancouver Whitecaps | definitivo (2,1 milioni €) |
| A        | Florian Niederlechner | Hertha Berlino      | definitivo (800 mila €)    |
| D        | Raphael Framberger    | Sandhausen          | prestito (100 mila €)      |
| D        | Frederik Winther      | Brøndby             | prestito (100 mila €)      |
| C        | Lukas Petkov          | Greuther Fürth      | prestito (100 mila €)      |

## Risultati

### Bundesliga

#### Girone di andata
| Arbitro: | Dankert |

|  |           |                                               |
|  | Marcatori | 39’ Gregoritsch 48’ Grifo 61’ Ginter 78’ Dōan |

| Arbitro: | Cortus (Röthenbach) |

|              |           |                     |
| Aránguiz 43’ | Marcatori | 15’ Jensen 82’ Hahn |

| Arbitro: | Stegemann (Niederkassel) |

|               |           |                       |
| Demirović 35’ | Marcatori | 31’ Onisiwo 90+3’ Lee |

| Arbitro: | Welz |

|            |           |  |
| Geiger 39’ | Marcatori |  |

| Arbitro: | Osmers |

|  |           |                             |
|  | Marcatori | 57’ Lukebakio 90+3’ Richter |

| Arbitro: | Petersen (Stoccarda) |

|  |           |               |
|  | Marcatori | 63’ Demirović |

| Arbitro: | Marco Fritz (Korb) |

|             |           |  |
| Berisha 59’ | Marcatori |  |

| Arbitro: | Schlager |

|                       |           |                               |
| Terodde 33’ Krauß 63’ | Marcatori | 9’, 21’ E. Demirović 77’ Hahn |

| Arbitro: | Siebert (Berlino) |

|           |           |              |
| Gumny 55’ | Marcatori | 27’ Gerhardt |

| Arbitro: | Zwayer |

|                                 |           |                                 |
| Tigges 47’, 81’ Huseinbašić 83’ | Marcatori | 14’ Niederlechner 68’ Caligiuri |

| Arbitro: | Schröder |

|                                            |           |                                      |
| M. Berisha 16’ Demirović 51’ R. Vargas 64’ | Marcatori | 73’ André Silva 89’ Nkunku 90’ Novoa |

| Arbitro: | Stieler (Amburgo) |

|                          |           |                  |
| Guirassy 15’ Anton 90+1’ | Marcatori | 4’ Niederlechner |

| Arbitro: | Deniz Aytekin (Oberasbach) |

|            |           |                     |
| Berisha 1’ | Marcatori | 13’ Rode 64’ Knauff |

| Arbitro: | Stegemann |

|                       |           |                       |
| Becker 7’ Behrens 22’ | Marcatori | 8’, 39’ Niederlechner |

| Arbitro: | Brych (Monaco di Baviera) |

|  |           |                 |
|  | Marcatori | 58’ Antwi-Adjei |

| Arbitro: | Frank Willenborg (Osnabrück) |

|                                                              |           |                                      |
| Bellingham 29’ Schlotterbeck 42’ Bynoe-Gittens 75’ Reyna 78’ | Marcatori | 40’ Maier 45+1’ Demirović 76’ Čolina |

| Arbitro: | Schlager |

|                |           |  |
| M. Berisha 82’ | Marcatori |  |

#### Girone di ritorno
| Arbitro: | Dingert |

|                                        |           |                |
| Gregoritsch 13’ Höler 30’ Lienhart 37’ | Marcatori | 29’ M. Berisha |

| Arbitro: | Fritz (Korb) |

|             |           |  |
| Berisha 55’ | Marcatori |  |

| Arbitro: | Jablonski (Brema) |

|                          |           |                      |
| Lee 21’, 52’ Onisiwo 24’ | Marcatori | 28’ (rig.) Demirović |

| Arbitro: | Ittrich |

|            |           |  |
| Jensen 88’ | Marcatori |  |

| Arbitro: | Jöllenbeck |

|                           |           |  |
| Richter 61’ Lukebakio 70’ | Marcatori |  |

| Arbitro: | Zwayer (Berlino) |

|                       |           |           |
| Beljo 5’ A. Maier 46’ | Marcatori | 16’ Stage |

| Arbitro: | Badstübner (Norimberga) |

|                                                 |           |                                      |
| Cancelo 15’ Pavard 19’, 35’ Sané 45’ Davies 74’ | Marcatori | 2’, 60’ (rig.) Berisha 90+3’ Cardona |

| Arbitro: | Schlager |

|           |           |                     |
| Maier 51’ | Marcatori | 90+3’ (rig.) Bülter |

| Arbitro: | Petersen (Stoccarda) |

|                                 |           |                              |
| Waldschmidt 84’ F. Nmecha 90+6’ | Marcatori | 2’ (aut.) Arnold 32’ Berisha |

| Arbitro: | Schröder |

|               |           |                                |
| R. Vargas 29’ | Marcatori | 7’ Skhiri 16’ Martel 59’ Maina |

| Arbitro: | Fritz |

|                           |           |                        |
| Kampl 10’ Werner 32’, 35’ | Marcatori | 5’ Maier 82’ R. Vargas |

| Arbitro: | Dingert (Lebecksmühle) |

|          |           |          |
| Beljo 8’ | Marcatori | 78’ Endō |

| Arbitro: | Frank Willenborg (Osnabrück) |

|                      |           |               |
| Rexhbeçaj 25’ (aut.) | Marcatori | 58’ Demirović |

| Arbitro: | Badstübner |

|           |           |  |
| Beljo 53’ | Marcatori |  |

| Arbitro: | Ittrich |

|                                                  |           |                         |
| Antwi-Adjei 2’ Gouweleeuw 59’ (aut.) Losilla 62’ | Marcatori | 29’ A. Maier 85’ Yeboah |

| Arbitro: | Tobias Welz (Wiesbaden) |

|  |           |                              |
|  | Marcatori | 58’, 84’ Haller 90+3’ Brandt |

| Arbitro: | Jöllenbeck (Friburgo) |

|                        |           |  |
| Netz 4’ J. Hofmann 40’ | Marcatori |  |

### DFB-Pokal
| Arbitro: | Waschitzki-Günther |

|  |           |                                                         |
|  | Marcatori | 51’ A. Maier 69’ F. Jensen 81’ Niederlechner 89’ Malone |

| Arbitro: | Dankert (Schwerin) |

|                                  |           |                                                             |
| Pedersen 9’ Upamecano 65’ (aut.) | Marcatori | 27’, 59’ Choupo-Moting 53’ Kimmich 74’ Musiala 90+1’ Davies |

## Statistiche

### Statistiche di squadra
| Competizione      | Punti | In casa | In casa | In casa | In casa | In casa | In casa | In trasferta | In trasferta | In trasferta | In trasferta | In trasferta | In trasferta | Totale | Totale | Totale | Totale | Totale | Totale | D.R. |
| Competizione      | Punti | G       | V       | N       | P       | Gf      | Gs      | G            | V            | N            | P            | Gf           | Gs           | G      | V      | N      | P      | Gf     | Gs     | D.R. |
| ----------------- | ----- | ------- | ------- | ------- | ------- | ------- | ------- | ------------ | ------------ | ------------ | ------------ | ------------ | ------------ | ------ | ------ | ------ | ------ | ------ | ------ | ---- |
| Bundesliga        | 34    | 17      | 6       | 4       | 7       | 16      | 24      | 17           | 3            | 3            | 11           | 26           | 39           | 34     | 9      | 7      | 18     | 42     | 63     | -21  |
| Coppa di Germania |       | 1       | 0       | 0       | 1       | 2       | 5       | 1            | 1            | 0            | 0            | 4            | 0            | 2      | 1      | 0      | 1      | 6      | 5      | +1   |
| Totale            |       | 18      | 6       | 4       | 8       | 18      | 29      | 18           | 4            | 3            | 11           | 30           | 39           | 36     | 10     | 7      | 19     | 48     | 68     | -20  |